# 東京玫瑰

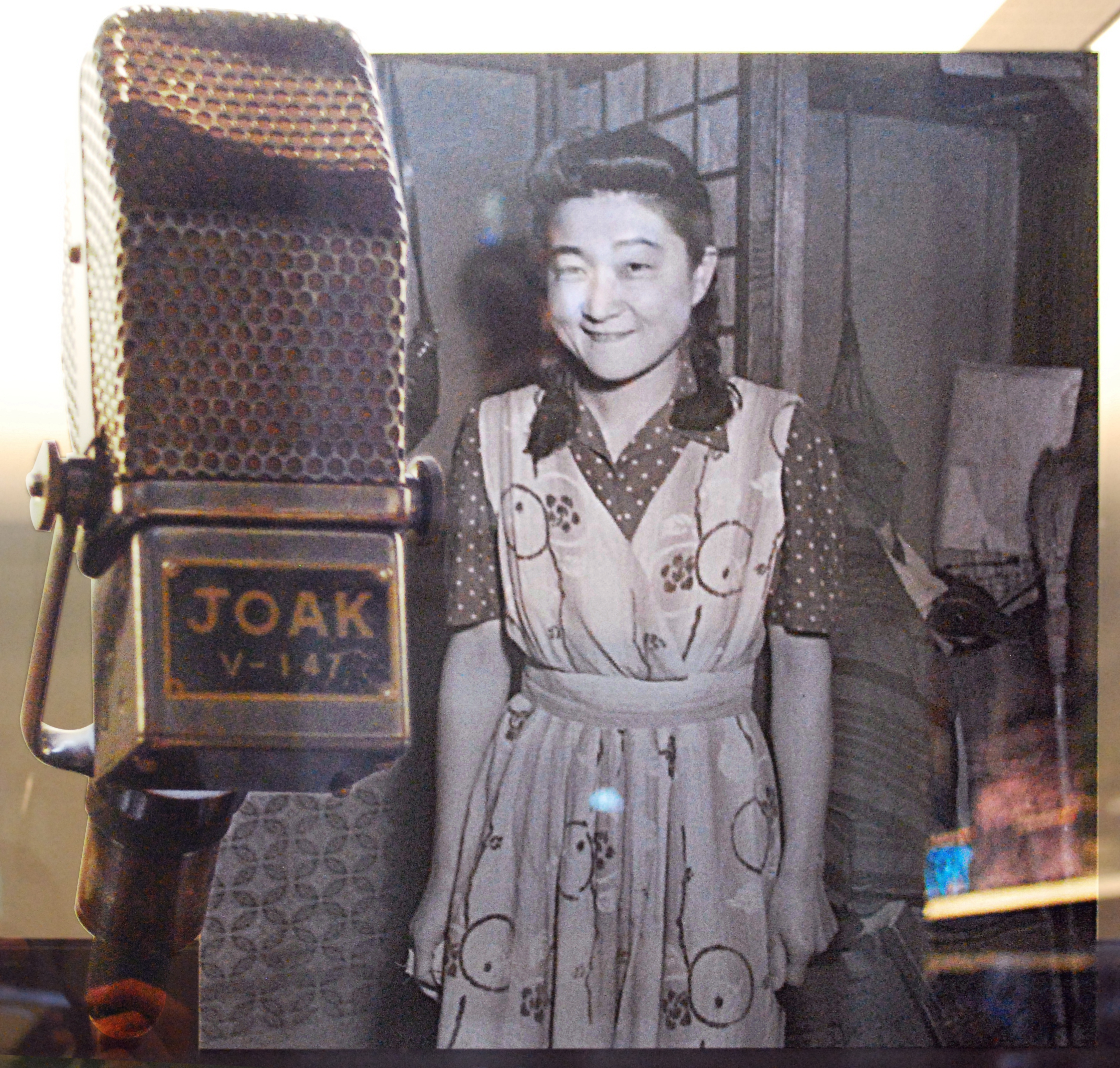
東京玫瑰

東京玫瑰是二次大戰時，美軍對東京廣播電台（今NHK）的女播音員的暱稱。
當時日軍企圖以廣播進行心理戰，利用女播音員對太平洋上的美軍發送英語廣播，企圖勾起美軍的鄉愁和厭戰情緒。
在戰爭結束後美國的調查中發現，當時負責廣播的女性播音員可能有4至20位，但僅有一名日裔美國人戶栗郁子承認了自己的身分。